# Schrijfmachine
Een schrijfmachine of typemachine (vroeger ook wel typewriter of tikmachine genoemd) is een mechanisch schrijfinstrument, meestal voorzien van druktoetsen waarmee schrifttekens op papier gezet kunnen worden. Vóór de uitvinding van de schrijfmachine, in de 19e eeuw, werden brieven en ook officiële documenten met de hand geschreven, vaak door klerken.
Aanvankelijk gold het niet als beleefd om een schrijfmachine te gebruiken voor een brief. Tot in de tweede helft van de twintigste eeuw schreef men sollicitatiebrieven, brieven aan het Koninklijk Huis en brieven aan vrienden met de hand. Men kan dat paradoxaal noemen, aangezien menig handschrift, al ziet het er verzorgd uit, slecht leesbaar is. Het behoeft nauwelijks betoog dat een werkelijk onleesbaar handschrift ook in strijd was met de etiquette. Een uitgever van boeken, daarentegen, accepteerde van de auteur uitsluitend machineschrift.
Sinds de opkomst van de pc, en vooral van de tekstverwerker, is de schrijfmachine vrijwel in onbruik geraakt.
De voordelen van de tekstverwerker tegenover de schrijfmachine zijn:
- het bekijken van tekst op een scherm zonder onmiddellijke drukkosten;
- het eenvoudig wissen van een letter, een woord of een hele zin tijdens het typen zonder gebruik te maken van een hulpmiddel (zoals een correctielint)
- de zoekfunctie, zodat schrijffouten een voor een, en identieke fouten gezamenlijk, verbeterd kunnen worden (recenter: een ingebouwd woordenboek, waarmee mogelijke fouten aangeduid en correcties gesuggereerd worden);
- de opslag van verschillende versies onder opeenvolgende bestandsnamen;[2]
- de opslag van terugkerende briefgedeelten als “bouwstenen” voor gegroepeerde verzending;[3]
- mogelijkheid om verschillende lettertypes, kleuren en groottes zo nodig door elkaar te gebruiken.

## Geschiedenis
Verscheidene landen in de wereld eisen de eer op dat een landgenoot de uitvinder was van de schrijfmachine. De Engelsen menen dat Henry Mill reeds in 1714 een octrooi kreeg voor een apparaat dat op een schrijfmachine lijkt.
De Italianen zijn van mening dat het Pellegrino Turri was. Hij vervaardigde zijn machine, die verloren is gegaan, in 1808. Ook de Italiaan Giuseppe Ravizza maakte tussen 1837 en 1855 al enkele verschillende modellen. De Fransen beschouwen Xavier Progin als de uitvinder, omdat hij in 1837 zijn 'Plume Typografique' presenteerde. De Oostenrijkers menen dat de eer is weggelegd voor Peter Mitterhofer (1864), en de Russen noemen M. Alissoff als uitvinder. De Verenigde Staten blijven niet achter in deze rij van uitvinders, en menen dat William Austin Burt zijn houten schrijfmachine gebruikte voor een eerste (en bewaarde) brief aan zijn vrouw.
De enige echte, als eerste in meervoudige productie genomen schrijfmachine werd in 1867 uitgevonden door Christopher Latham Sholes, Carlos Glidden en Samuel W. Soule. Zij werkten als team nauw samen in een werkplaats in Milwaukee. Het patent uit 1867 werd verkocht en kwam terecht bij E. Remington and Sons, die oorspronkelijk naaimachines en wapens fabriceerden. Deze eerste commerciële schrijfmachine werd door Remington gemaakt op 1 maart 1873 in Ilion, New York.
Naast de kantoorschrijfmachines, die zwaar en degelijk waren, kwamen op den duur ook draagbare schrijfmachines in de handel, bedoeld voor bijvoorbeeld vertegenwoordigers, journalisten en het leger. Deze waren licht, minder degelijk en de typekwaliteit was een stuk slechter. Ook was het werken op deze draagbare machines weinig comfortabel.

## Werking
De meeste schrijfmachines hebben een rol waar een vel papier half omheen wordt gewikkeld en wordt vastgeklemd. Deze rol bevindt zich in een wagen, die men heen en weer kan bewegen. Na het aanslaan van een letter schuift de wagen (samen met rol en papier) een stukje naar links, om plaats te maken voor de volgende letter. Aan het einde van een regel wordt de wagen helemaal terug naar rechts geduwd en gelijktijdig wordt de rol een stukje verdraaid, zodat de volgende regel iets lager op het papier kan worden getypt.
De directeur van het Britse Schrijfmachinemuseum, Wilfred A. Beeching, verdeelde de werking van de verschillende uitvindingen in tien groepen. De Nederlandse schrijvers J. Boot en L.H.M. Knaven hergroepeerden deze tien in de volgende groepen:
- machines met een onderaanslag tot 1898 die lijken op de bovengenoemde machine van Remington, bijvoorbeeld de Yost of Caligraph;
- machines met toetsarmen, maar een gemeenschappelijke typedrager, bijvoorbeeld een schrijfbolletje Blickensderfer, Hammond of IBM;
- machines met een bovenaanslag en typearmen vóór de schrijfrol tot 1898, bijvoorbeeld de Bar-Lock of de Salter;
- machines met een bovenaanslag en typearmen achter de schrijfrol tot 1898, bijvoorbeeld de North;
- machines met een bovenaanslag en typearmen boven de schrijfrol tot 1898, bijvoorbeeld de Fitch;
- machines met een bovenaanslag en typearmen vóór en achter de schrijfrol, bijvoorbeeld de Williams;
- machines met een bovenaanslag en typearmen links en rechts boven de schrijfrol, bijvoorbeeld de Oliver;
- machines met een wijzer of indexsysteem tot 1898, bijvoorbeeld de Colombia, de Mignon of de Odell;
- machines met een voor-aanslag en typearmen tot 1898, bijvoorbeeld de Daugerty;
- machines met een voor-aanslag en stootstangen tot 1898, bijvoorbeeld de Empire of de Adler.

In de periode na 1898 volgden er veel verbeteringen op bestaande modellen.

### Lettertype

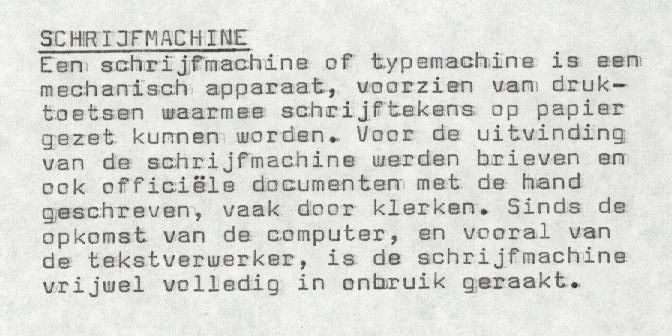
De inleiding van een oudere versie van dit artikel, getypt op een schrijfmachine, schreefloze letter

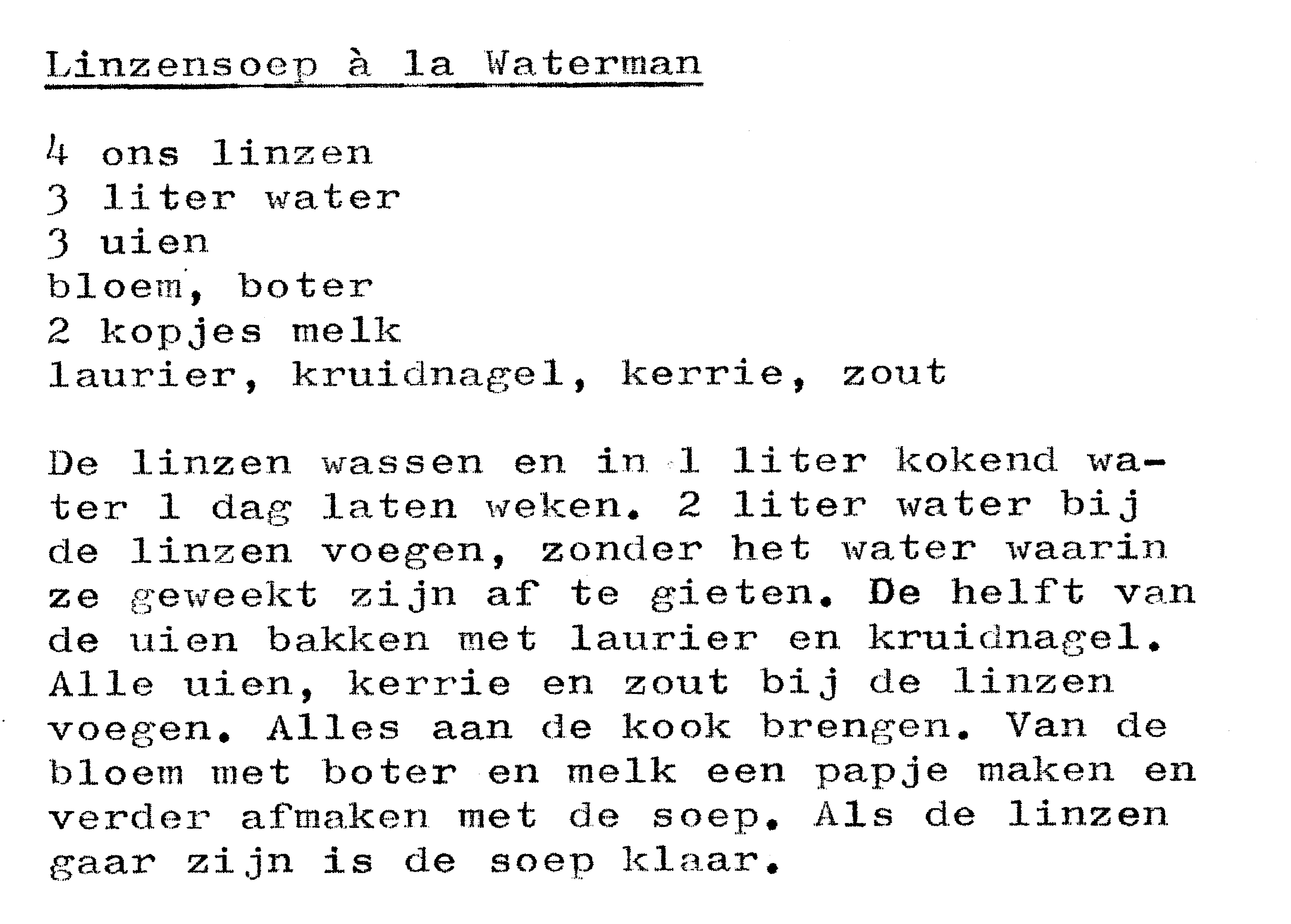
Getypt op een Triumph-machine. Lettertype met schreef

Verreweg de meeste schrijfmachines hadden een zogenoemd niet-proportioneel lettertype: dat wil zeggen dat brede letters (zoals de 'm') even veel ruimte in beslag nemen als smalle letters (zoals de 'i'). Dit werd veroorzaakt doordat de wagen met het vel papier na een aanslag over steeds dezelfde afstand opschoof. Op een vel papier staan alle letters en spaties dus ook precies onder elkaar. Dit is vergelijkbaar met het huidige computerlettertype Courier. Dit is dan ook de reden waardoor Courier ouderwets aandoet. Voordeel van dit lettertype is wel dat het aantal lettertekens per regel of vel gemakkelijker is uit te rekenen. Ook foutieve dubbele spaties zijn met de Courier-letter gemakkelijk te ontdekken.
Gebruikte lettertypes op schrijfmachines waren onder andere:
- Pica font 1954[5]
- Prestige Elite (IBM), ontworpen in 1953
- Bulletin (Olympia, schreefloos)[6]
- Script (Olympia, lijkt op geschreven tekst)[6]
- Cubic (Olivetti)[7]

Op veel schrijfmachines was het niet mogelijk het lettertype te veranderen. Op schrijfmachines die waren uitgevoerd met schijfjes of bolletjes met verschillende fonts was dat  wel mogelijk. Daarmee konden bijvoorbeeld woorden cursief getypt worden, of konden Griekse symbolen in een tekst worden ingevoegd.

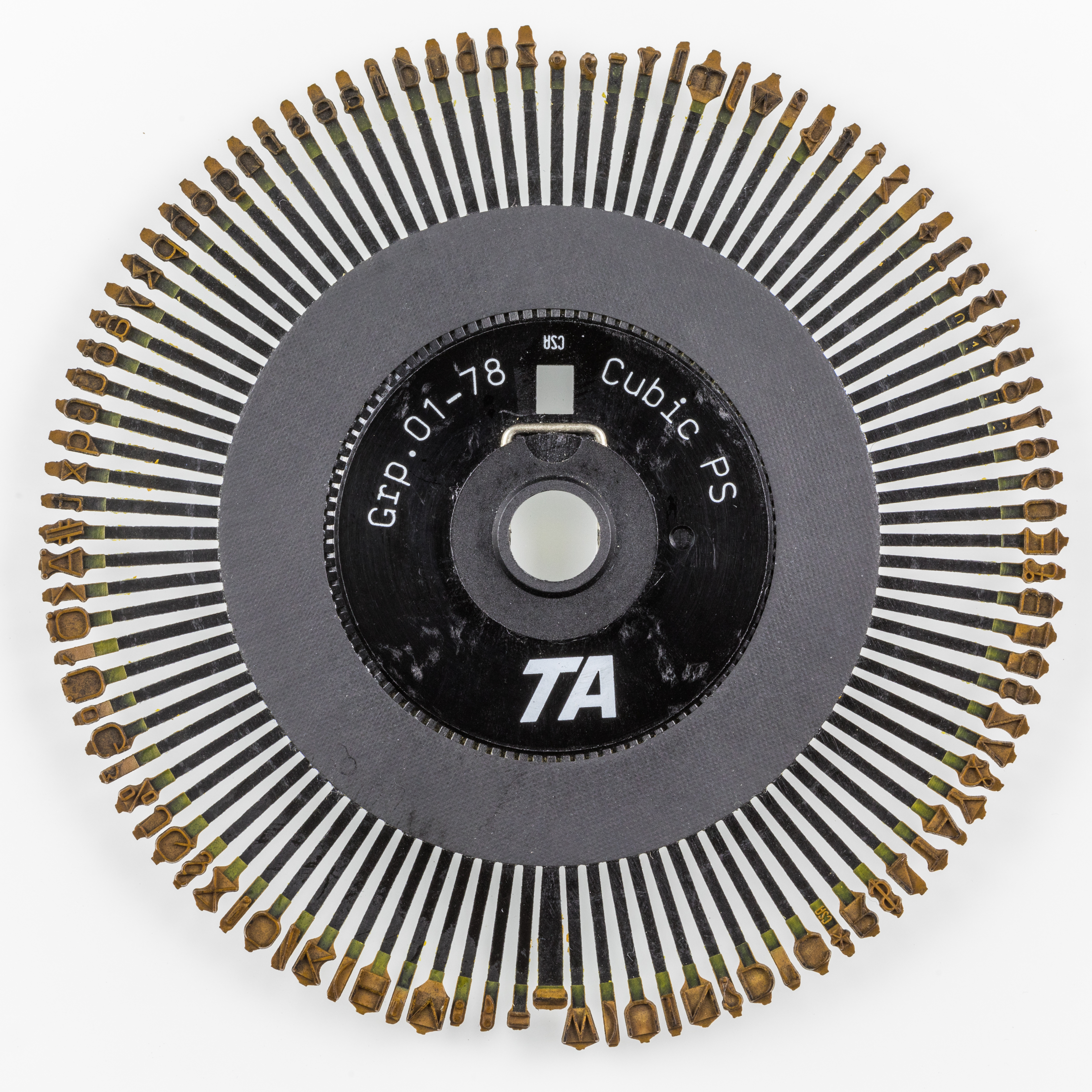
Schijf - daisy wheel genoemd - met lettertype Cubic (Triumph-Adler)
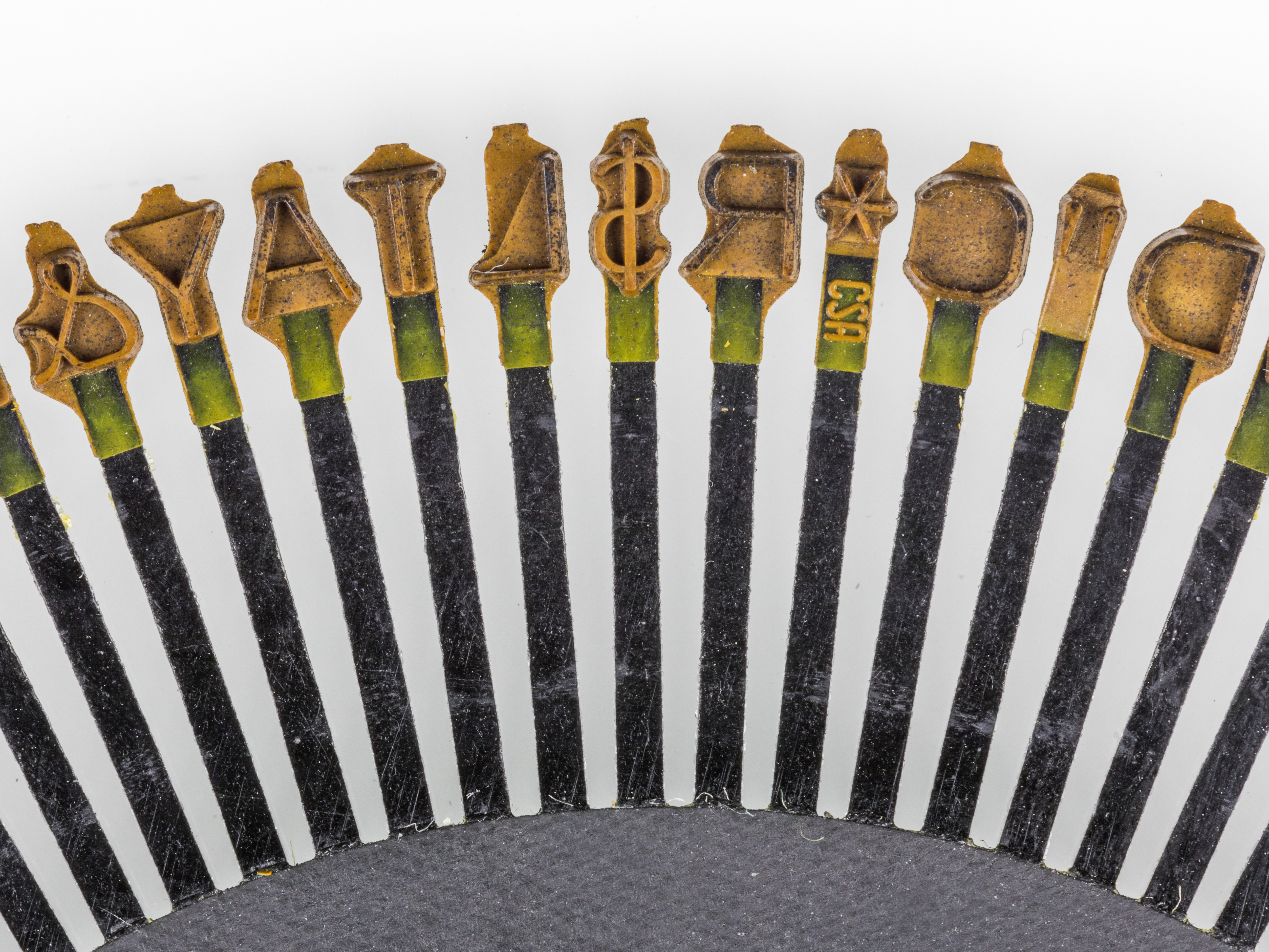
Detail "daisy wheel"
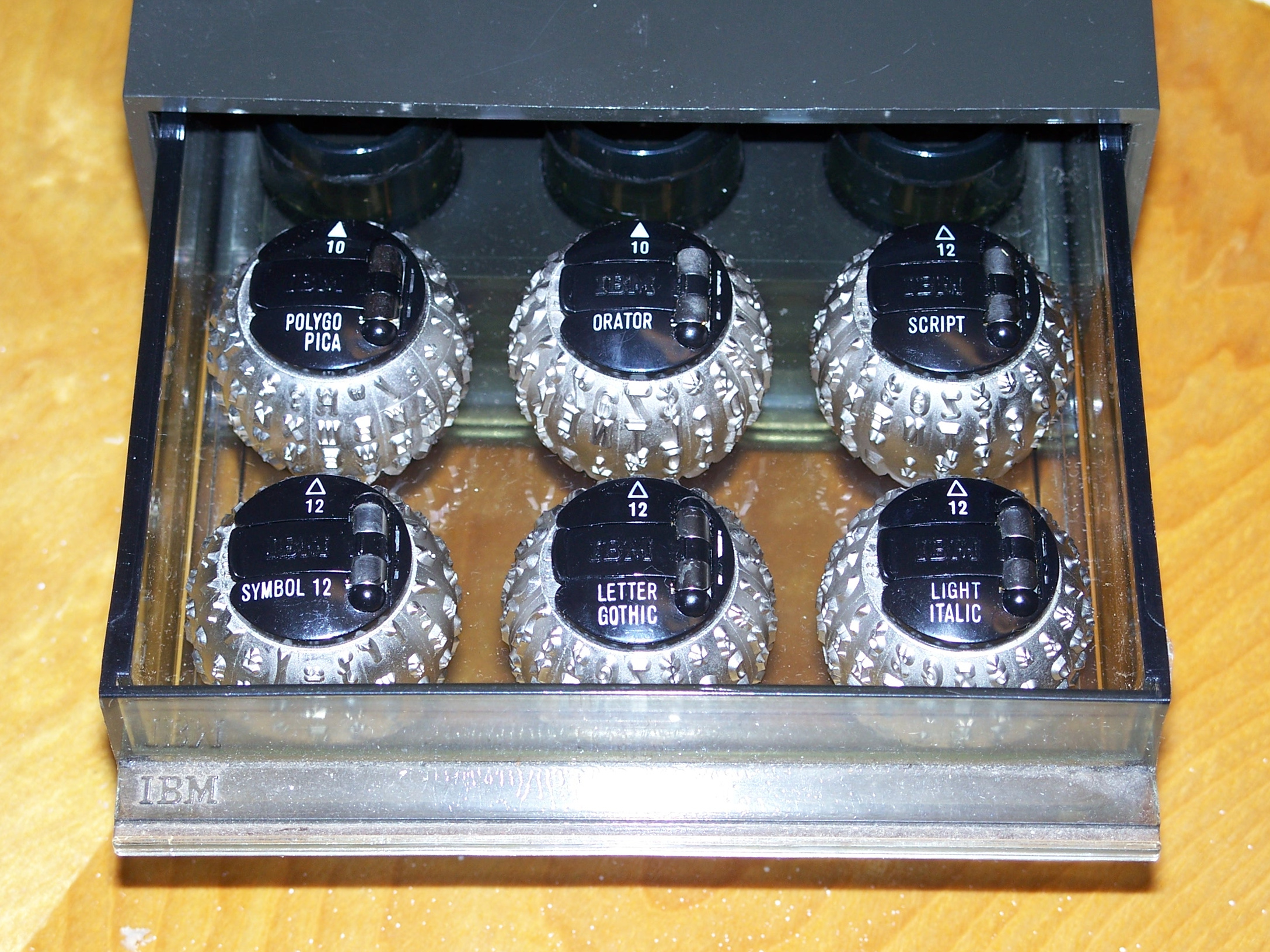
Selectie van bolletjes met meerdere lettertypes
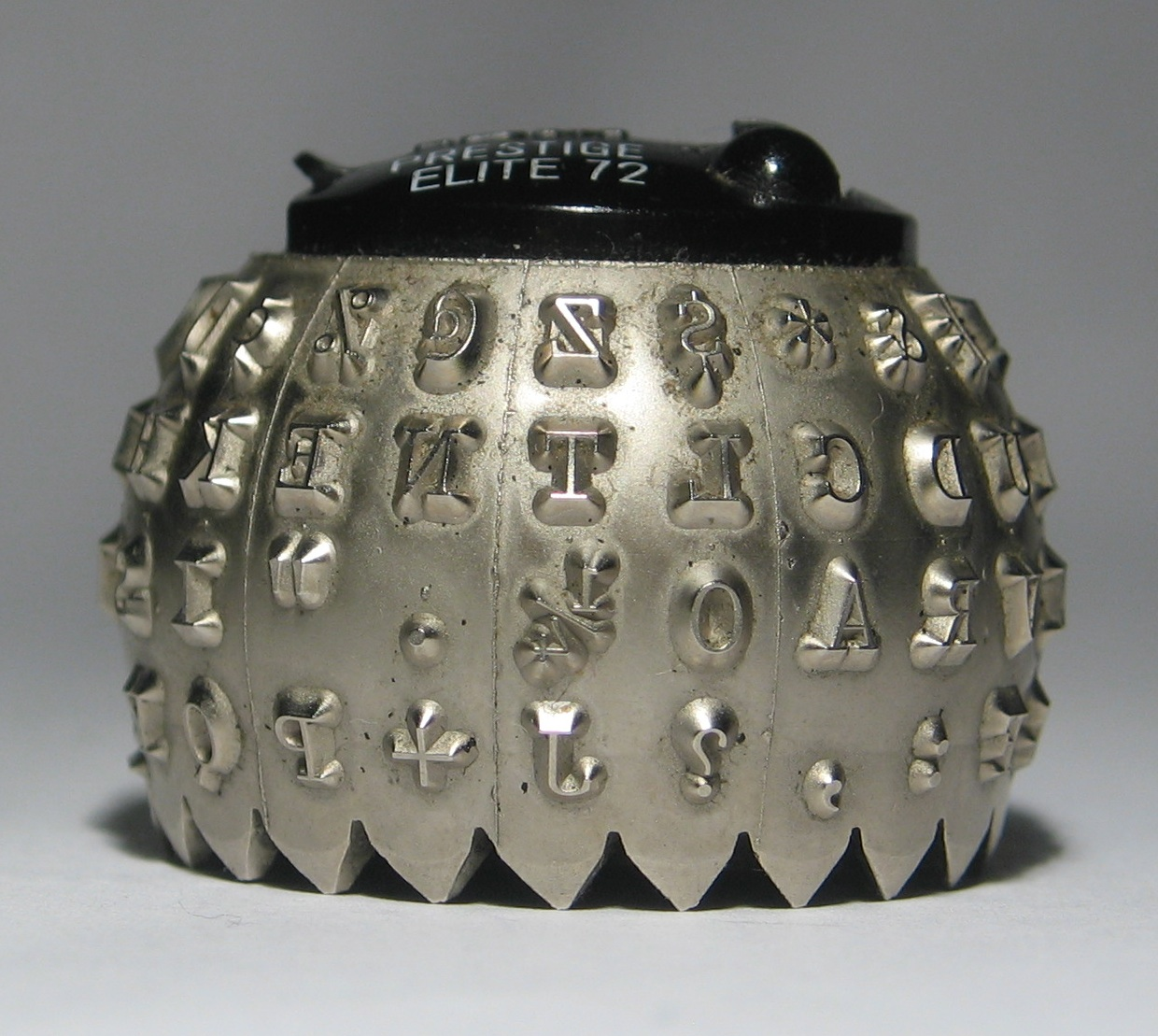
Bolletje IBM met lettertype Elite.

### Inkt
Er zijn verschillende manieren waarop de beïnkting geschiedt. De hierboven als voorbeeld genoemde Williams stempelde eigenlijk de letters op het papier. Bij de Blickerderfer gaat een klein inktbolletje langs de schrijfdrager. De meeste machines werken echter met een inktlint, dat vóór de rol loopt. Dit lint wordt links en rechts op en van een spoel gewonden. Het inktlint verschuift een beetje na elke aanslag van een letter. Aan het einde van het lint wordt de richting automatisch omgekeerd. Bij veel oudere machines moet het lint handmatig worden teruggedraaid.
Sommige inktlinten zijn aan de onderzijde rood, aan de bovenzijde zwart (of donkerblauw), zodat er in twee kleuren kan worden getypt. Soms gaat dat door het inktlint eruit te halen en andersom in de machine te zetten, maar de meeste schrijfmachines hebben een aparte toets of hendel om het lint iets hoger of lager te zetten, waardoor de andere kleur wordt gekozen. Dit is vooral zinvol voor de boekhouding, waar negatieve getallen in het rood werden genoteerd. 
Het inktlint moet door slijtage of uitdroging na enige tijd vervangen worden.

### Aanslagsterkte
Sommige machines hebben ook een hendeltje om een extra zware aanslag te forceren zonder gebruik te maken van het lint. Dit is voor het maken van doorslagen, twee of drie vellen papier met carbonpapier ertussen.

### Het typen
Een schrijfmachine heeft toetsen om de letters met de vingers aan te slaan. De indeling van het toetsenbord is niet de meest efficiënte voor de handbeweging, maar naar men vermoedt zo gekozen dat de kans op vastraken van de letterarmen klein is. Het toetsenbord van een moderne computer heeft de indeling van de typemachine overgenomen. Boven de toetsen met letters zitten toetsen voor de cijfers. Een schrijfmachine heeft ook toetsen met leestekens, hoewel minder dan op de huidige computertoetsenborden. 
Door vrij hard op een knop met een letter te drukken, komt een staafje ('hamertje') omhoog, waarop een drukletter (type) is gemonteerd. Deze slaat vrij hard tegen het inktlint aan, waardoor er op het achter het lint gelegen papier een afdruk van de letter wordt gemaakt. Op hetzelfde moment zorgen een veer en een echappement ervoor dat de wagen een positie opschuift. De schrijfmachine heeft onder de letters een spatiebalk, waarmee alleen de wagen wordt opgeschoven zonder dat er een letter wordt getypt.

### Einde van de regel
Als een regel bijna is volgeschreven, klinkt er ongeveer zeven tekens voor het einde een bel. Er is dan nog ruimte om het woord te beëindigen, of om op de juiste plaats een afbreekteken te typen. Daarna moet de wagen, met daarop de rol en het papier, met een hendel worden teruggeduwd. Een mechaniek zorgt er daarbij voor dat de rol ook een stukje verdraait, zodat de volgende regel kan worden getypt. Deze gebeurtenis klinkt bij computers nog door in het begrip carriage return voor de wagen; line feed staat dan voor het doordraaien van het papier naar de nieuwe regel.

### Instellingen
De schrijfmachine heeft nog allerlei andere hendels, onder andere om de kantlijn links en rechts in te stellen, voor de instelling van de tabs (tabulator geheten) en dergelijke.

### Volgorde van de toetsen
Aanvankelijk hanteerden diverse fabrikanten hun eigen volgorde van de toetsen. Omdat de hamertjes bij snel typen weleens in de knoop raakten, heeft de Amerikaan Christopher Sholes een aangepaste toetsenvolgorde bedacht. Hierbij werden lettercombinaties die vaak voorkwamen aan verschillende kanten van het toetsenbord geplaatst, zodat de hamertjes niet in elkaar verstrikt zouden raken. Deze volgorde wordt, naar de volgorde op de bovenste letterregel, QWERTY-toetsenbord genoemd. Nationale varianten met een iets andere volgorde zijn AZERTY (Frans, A en Q verwisseld, W en Z verwisseld) en QWERTZ (Duits, Z en Y verwisseld). De volgorde is bij de invoering van elektrische schrijfmachines en computers gehandhaafd, hoewel het probleem van de hamertjes daar niet meer speelt. Naast schrijfmachines met bovenstaande indelingen zijn er schrijfmachines gemaakt met een Dvorak-indeling. Daarnaast hadden schrijfmachines soms nog extra toetsen voor taalspecifieke letters, zo kenden veel Nederlandse schrijfmachines een extra toets voor de ij. Een fabeltje over het ontstaan van het QWERTY is dat dit bedacht werd door vertegenwoordigers die de typemachines moesten verkopen. Om te laten zien hoe makkelijk en snel deze zijn, zouden ze het woord "typewriter" vliegensvlug typen door alleen de bovenste regel te gebruiken.

### Elektrische schrijfmachine
De directe mechanische koppeling tussen toets en hamertje had wel nadelen: zo waren de indrukken niet regelmatig, de letters onder de pink waren meestal minder goed leesbaar. Ook kon het gebeuren dat een scherp teken, zoals de punt of de komma, door het papier heen sloeg, als er te hard getypt werd. Deze problemen werden opgelost door de komst van de eerste elektrische schrijfmachines. Met een elektromotor op een soort van nokkenas, die tussen toets en hamertje zat, werd elke aanslag gelijk.
Het probleem dat de staafjes waar de letters op zitten in elkaar verward raken als er te snel getypt werd, werd opgelost in latere machines met letterbolletjes (IBM) en daisy wheels (Olivetti). Deze konden worden vervangen, zodat met een ander lettertype kon worden gewerkt, of zelfs met bijvoorbeeld Griekse letters. Deze bolletjes en daisy wheels werden later ook in printers gebruikt om in verschillende lettertypen af te drukken. Een andere innovatie was de vervanging van het inktlint. Doordat dit vrij snel zijn scherpte verloor, werd het door een kunststoflint vervangen dat eenmalig werd gebruikt. Dit kunststoflint werd in wegwerpcassettes geleverd.
De laatste elektrische schrijfmachines, ook wel elektronische schrijfmachines genoemd, hadden zelfs een geheugen, waarin een hele getypte regel werd opgeslagen. Daardoor was het veel eenvoudiger fouten te corrigeren. Na controle en correctie werd de volledige regel in één keer afgedrukt. Deze machines zijn echter niet lang in gebruik geweest.

## Gebruik

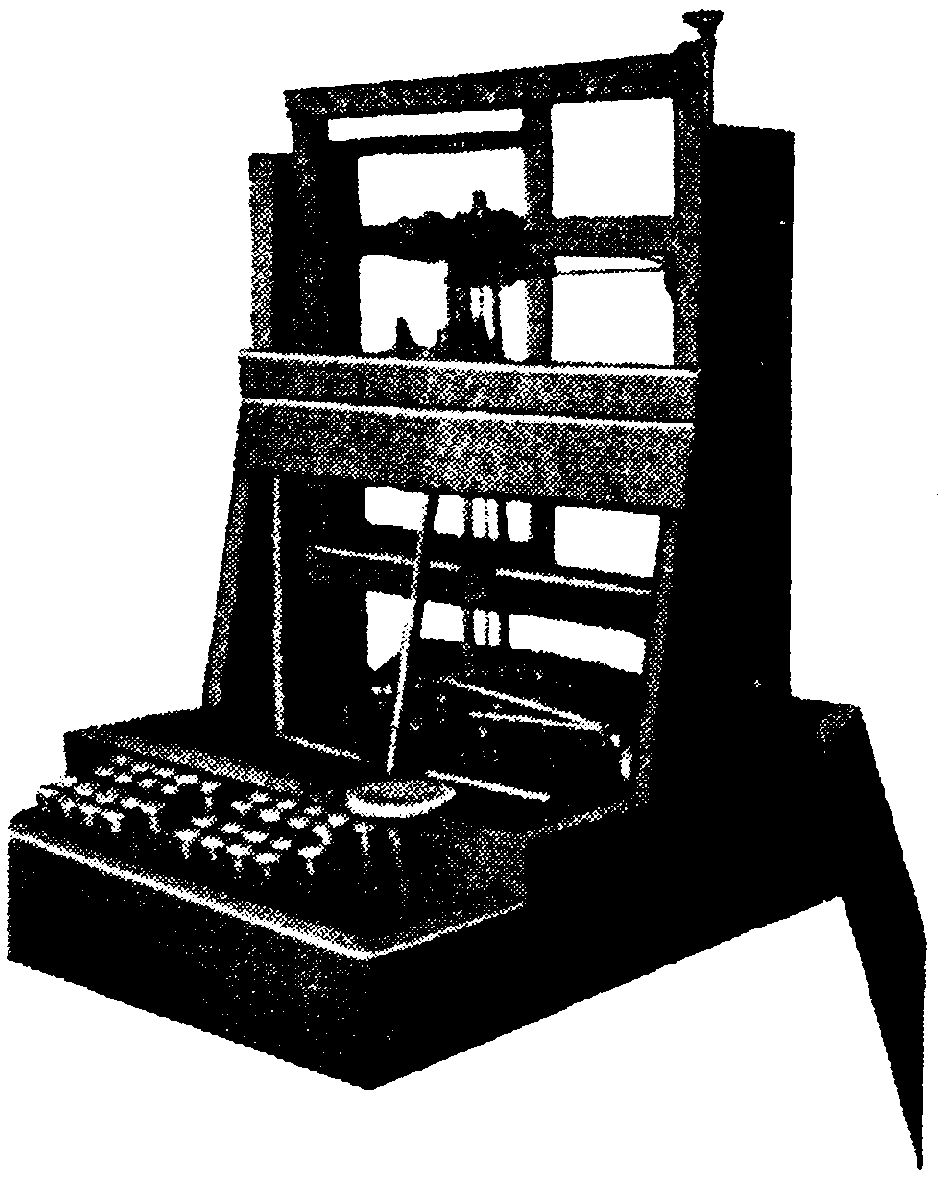
Pterotype, afbeelding uit het Nordisk familjebok

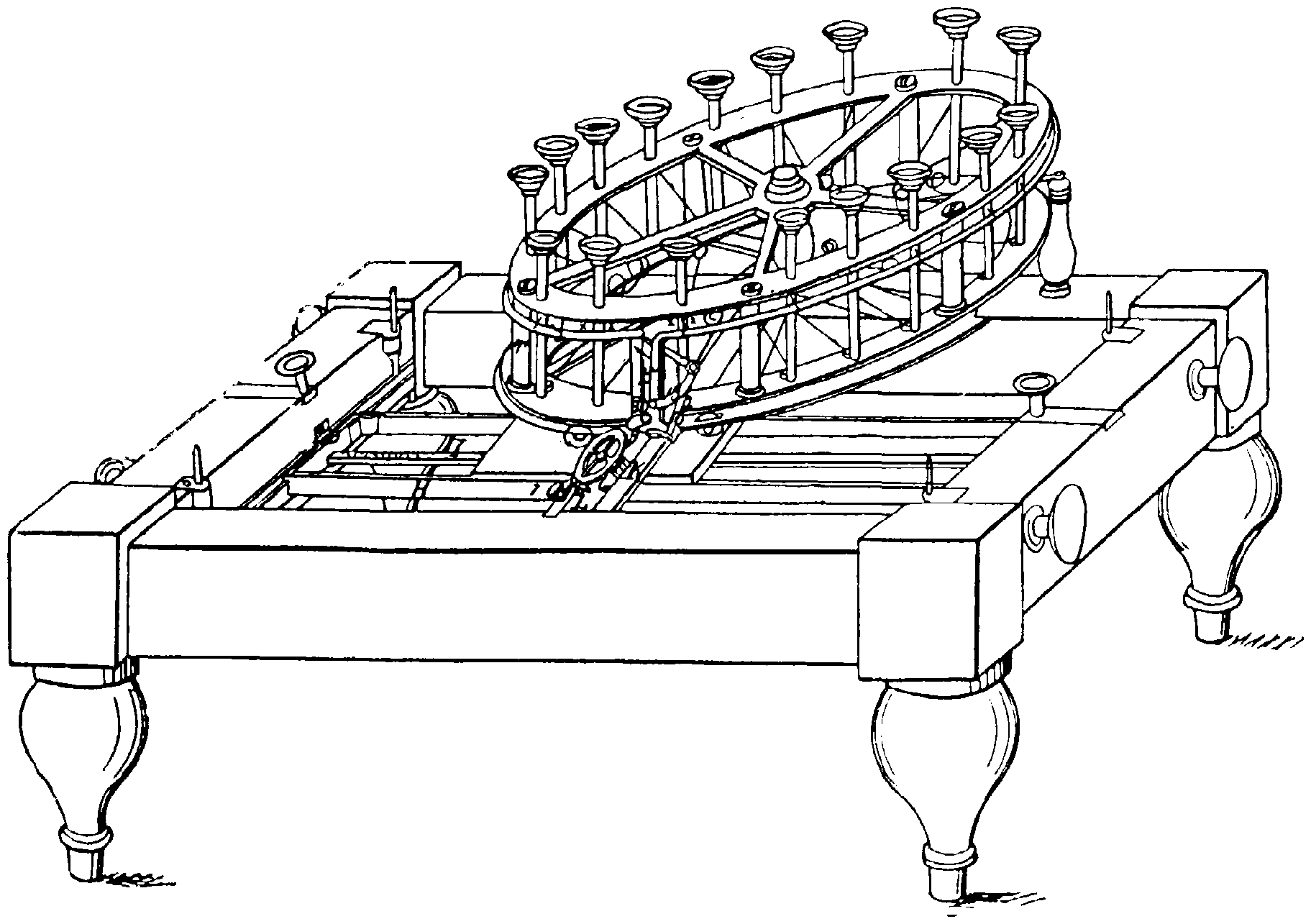
Schrijfmachine voor blinden, afbeelding uit het Nordisk familjebok

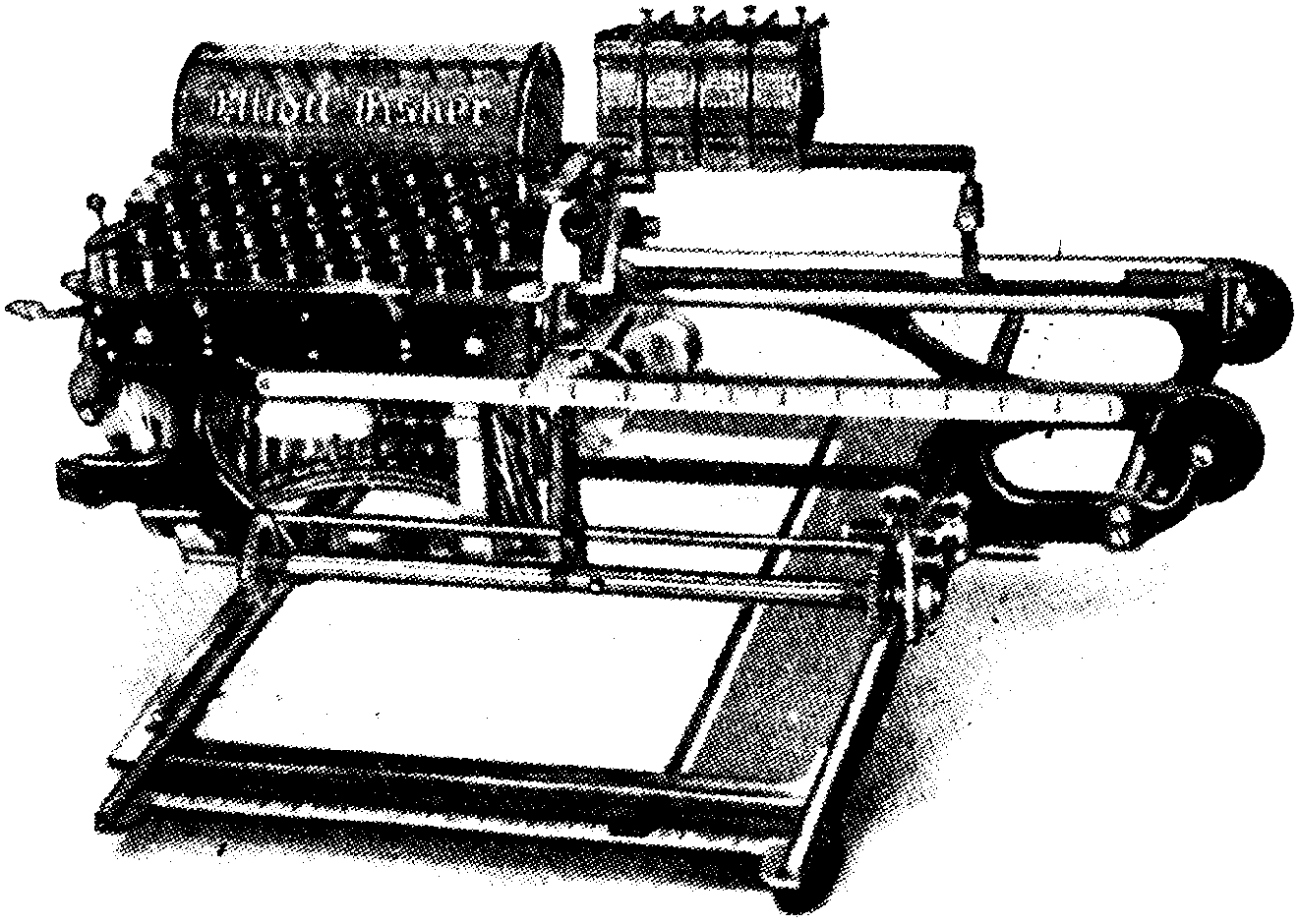
typemachine uitgevonden door Elliot-Hatch Co., ca. 1897, afbeelding uit het Nordisk familjebok

Met de schrijfmachine werd direct een origineel document gemaakt, en het was dus van belang om geen typefouten te maken. Fouten konden slechts hersteld worden door gummen of door wegwerken met witte inkt, maar de fouten bleven altijd zichtbaar. Dit was des te erger als er meerdere kopieën werden getypt. Dit gebeurde door meerdere vellen papier in de machine te draaien, met daartussen telkens een vel carbonpapier. De achterste kopie was soms moeilijk leesbaar, en meer dan vier kopieën konden eigenlijk niet worden gemaakt. Het wegwerken van een fout vergde het naar boven draaien van de bundel papier, het weghalen van de foute letter op elke afdruk, en daarna weer terugdraaien van de bundel papier. Hierbij moest ervoor gezorgd worden dat de verschillende afdrukken niet ten opzichte van elkaar verschoven. Vaak werden op de kopieën de typefouten daarom maar niet gecorrigeerd, en werd alleen het origineel foutloos verstuurd. Een goede typiste kon echter snel en vrijwel foutloos typen.
Het aanslaan van de schrijfmachine met het tienvingersysteem vergde veel oefening en kracht in de vingers. Met name moest ook de pink, waarmee de p, q, a en z worden aangeslagen, voldoende kracht bezitten. Vooral het bereiken van een hoge typesnelheid was lastig. Een aanslagsnelheid van 200 aanslagen per minuut werd als zeer hoog ervaren. Dit is een snelheid die op een computertoetsenbord zelfs door met twee vingers te typen kan worden overschreden.
Veel mensen hadden thuis voor privégebruik een schrijfmachine, maar de schrijfmachine werd vooral op kantoor veel gebruikt.

## Op kantoor
De schrijfmachine werd op het moderne kantoor (tot ongeveer 1980) vrijwel alleen bediend door vrouwen. In die tijd was de rolverdeling tussen mannen en vrouwen meestal strikt gescheiden. De mannelijke werknemers voerden het creatievere werk uit en schreven met de hand hun brieven, of dicteerden deze aan de secretaresses, die ze, al dan niet in steno, noteerden en vervolgens uittypten. Ook voor steno bestonden er stenoschrijfmachines.
De schrijfmachine nam zo'n grote vlucht, dat de grotere kantoren een typekamer hadden, waar de handgeschreven brieven werden ingeleverd en vervolgens uitgetypt. Deze functie van typiste is met de opkomst van de tekstverwerkers, die al gauw ook door de mannen op het kantoor werden bediend, volledig verloren gegaan. Toch probeerden de vrouwen in het begin hun rol vast te houden, doordat elke brief en elk rapport via "het secretariaat" het bedrijf moest verlaten voor een laatste controle op spelling en bijvoorbeeld huisstijl. Het lukte echter niet om deze functie vast te houden, waardoor de functie van typiste inmiddels compleet is verdwenen.

## Het verdwijnen van de schrijfmachine
Bijzonder aan deze ontwikkeling was, dat toen de tekstverwerker opgang deed, vrijwel iedereen dit als een grote verbetering ervoer, hoewel de lettertypen van de eerste tekstverwerkers als lelijk werden ervaren door de veel gebruikte eenvoudige matrixprinters. Voor esthetisch verantwoord werk konden wel margrietwielprinters gebruikt worden maar deze waren niet snel en door hun complexe mechaniek minder betrouwbaar voor grote hoeveelheden printwerk.
Het voordeel van de tekstverwerker was tweeërlei. Allereerst leverde de mogelijkheid van corrigeren van een of meer typefouten op een bladzijde een direct kostenvoordeel op: de hele bladzijde hoefde immers niet opnieuw uitgetypt te worden. Ten tweede is er de besparing in doorlooptijd; de cyclus
1. handmatig uitschrijven van rapport door medewerker
2. uittypen van rapport door typiste
3. controleren van rapport door medewerker
4. corrigeren van rapport door typiste

werd in veel gevallen vervangen door medewerkers, die zelf hun rapport, offerte of ander document typten en afdrukten.
Deze voordelen wogen op tegen de slechtere afdrukkwaliteit.
Pas met de komst van de inkjetprinter en laserprinter werd de schrijfkwaliteit van de oorspronkelijke schrijfmachines geëvenaard, en zelfs aanzienlijk verbeterd.
Het verdwijnen van de schrijfmachine heeft zodoende in veel grote organisaties geleid tot het verdwijnen van typekamers en de herbestemming van ruimtes. Ook het Scryption, een museum in Tilburg voor schriftelijke communicatie en een thuis voor vele historische modellen van schrijfmachines, is begin 2011 dicht moeten gaan.
In april 2011 ging een verkeerd geïnterpreteerd persbericht van fabrikant Godrej Boyce de wereld over en werd foutief de indruk gewekt dat de laatste fabriek van typemachines de productie in april 2011 moest stilleggen.

## Trivia
- Het eerste getypte manuscript was Mark Twains Life on the Mississippi in 1883.
- De schrijver Willem Frederik Hermans was een groot verzamelaar van schrijfmachines.
- De Amerikaanse componist Leroy Anderson (1908-1975) componeerde het concert The Typewriter, met een schrijfmachine als solo-instrument.
- Erik Satie schreef het ballet Parade, waarin een schrijfmachine een rol speelt. Satie was van mening dat alles wat geluid maakt ook een muziekinstrument is.
- In deze traditie staat ook het concert voor schrijfmachine in D van de Estse rockgroep In Spe uit 1984.